# Saidai-ji
Saidai-ji (西大寺?) o El Gran Templo del Oeste es un templo budista en Nara (Nara), capital de la Prefectura de Nara, Japón. Formó parte de los Siete Grandes Templos de Nara. Fue establecido en el 765 como una contraparte del Tōdai-ji y es el templo principal del Shingon Risshu (真言律宗). El lugar es mencionado en La historia de Genji. Actualmente, el Futai-ji es un monasterio filial del Saidai-ji.

## Historia
El templo se creó en el 765 debido a que el Emperador Shode solicitó orar por la paz y la protección del gobierno. Perdió cierta importancia debido a incendios sufridos durante el Periodo Heian, pero gracias al monje Eison el templo recuperó su estatus. En 1235, fecha en la cual ingresó el monje, se convirtió en el templo principal de la rama budista del Shingon Risshu.

## Edificios principales
- El Hondō (本堂), reconstruido en 1808, está calificado como una Propiedad Cultural Importante de Japón. Cuenta con la imagen principal del templo, una estatua de Buda Shakyamuni que data del 1249 y cuyo autor es el monje Eison.
- El Shiō-dō (四王堂), reconstruido en 1674.

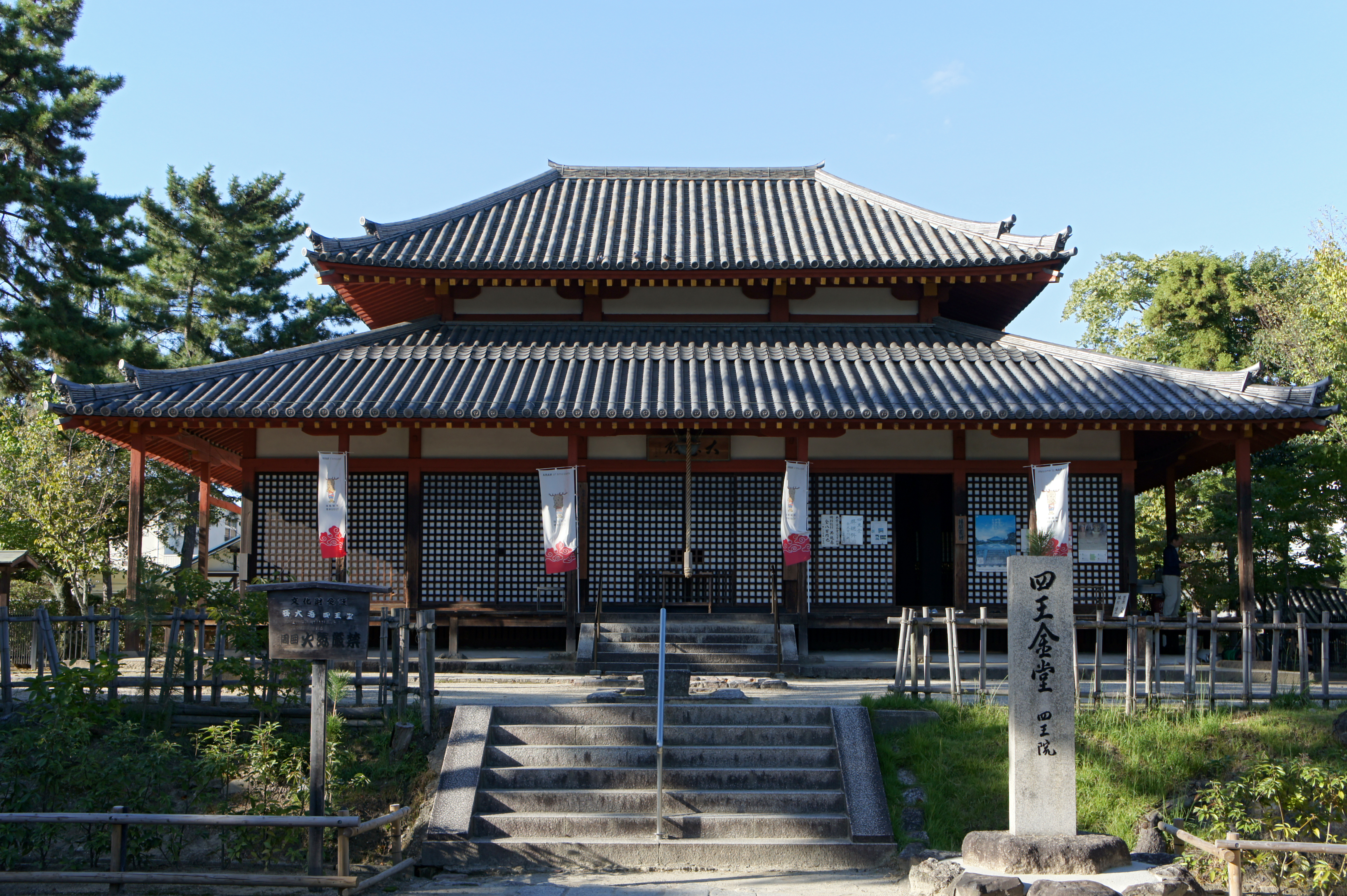
El Shiō-dō.

- El Aizen-dō (愛染堂), fue renovado en 1762. Alberga una estatua de Aizen Myō-ō.

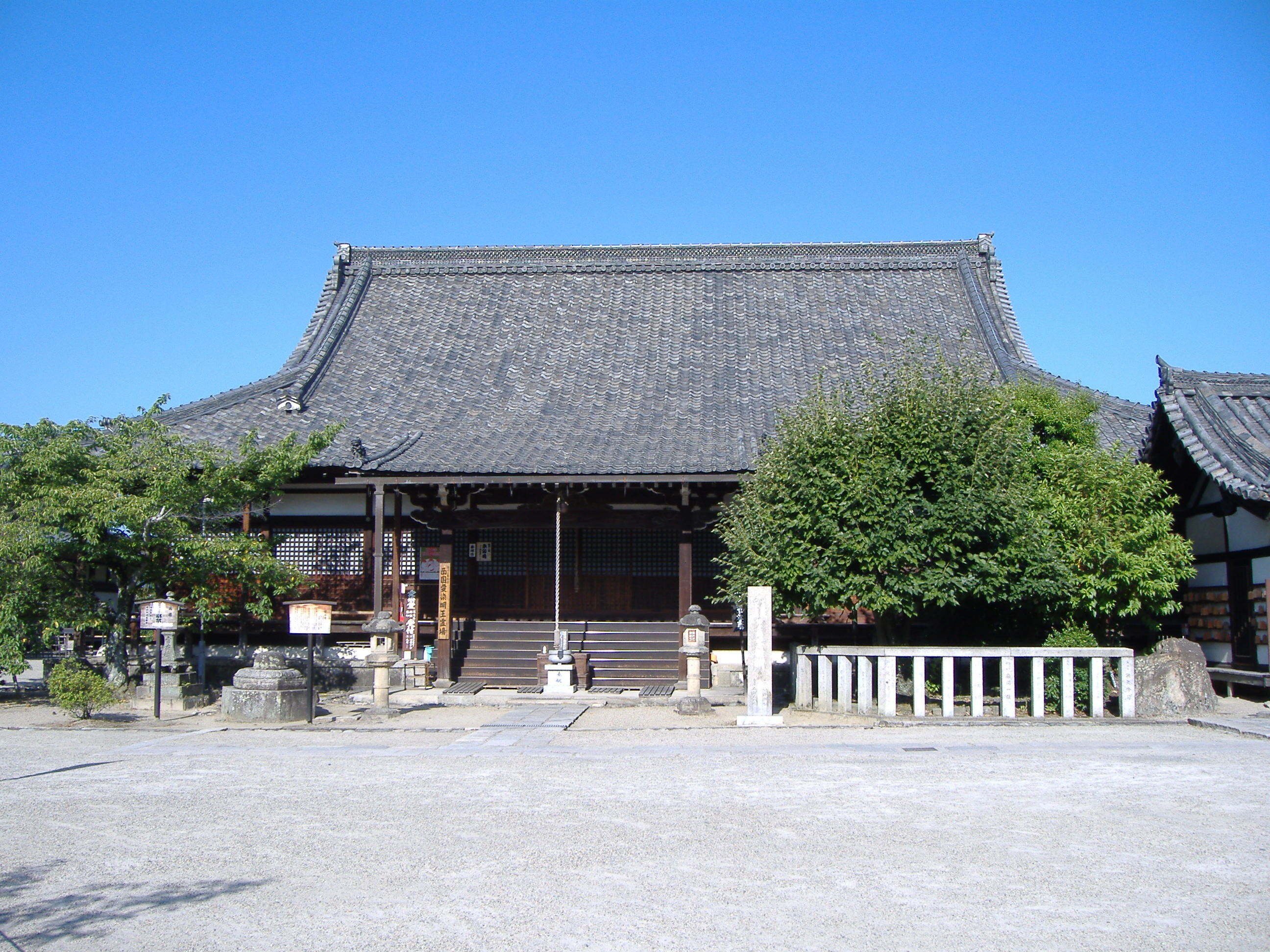
El salón Aizen-dō.

- El templo también cuenta con un campanario y diversas puertas de entrada.

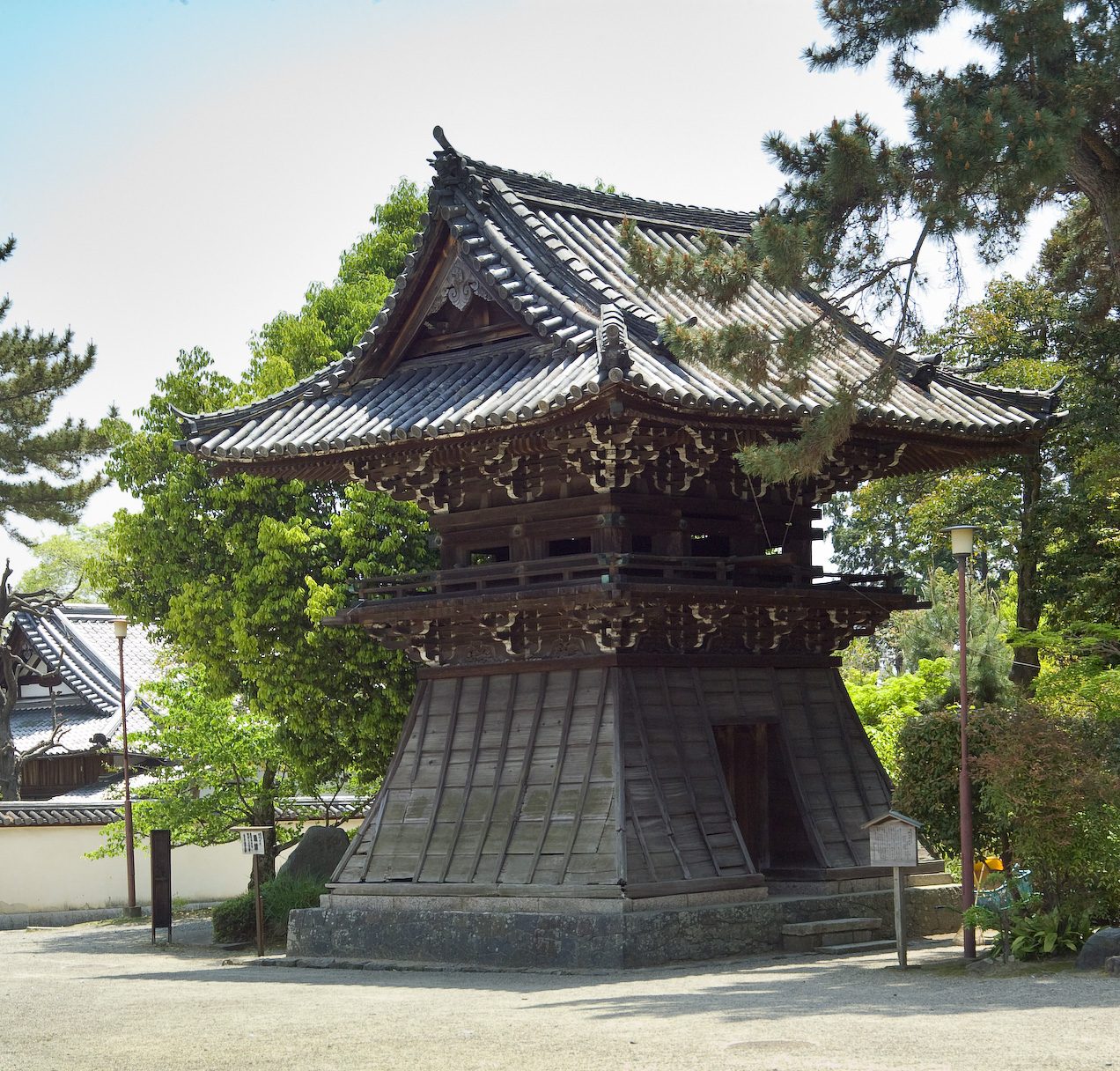
Campanario del templo.

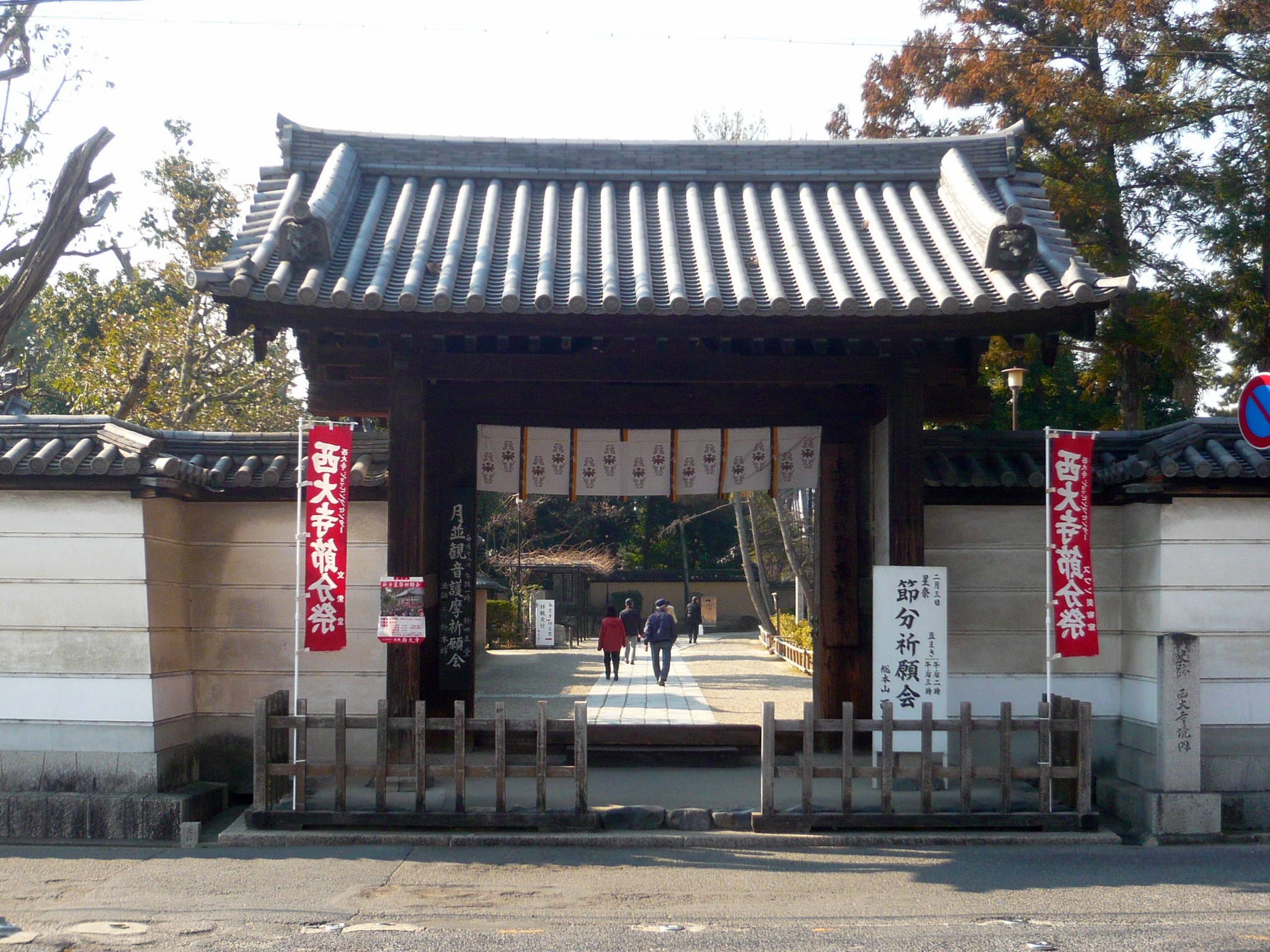
Puerta este del Saidai-ji.

## Ceremonia del té de año nuevo
En abril, el templo celebra una ceremonia llamada o-chamori. Esta consiste en utilizar un gran bol para beber té verde. Es tan grande y pesado que se requiere de la ayuda de más personas para sostenerlo, por lo que el evento tiene la finalidad de unir a los invitados.